# The Wrestling Bear
Pour plus de détails, voir Fiche technique et Distribution.
The Wrestling Bear est un film américain muet et en noir et blanc sorti en 1899.

## Synopsis
Dans un spectacle, un dresseur lutte contre son ours et le vainc.

## Fiche technique
- Titre : The Wrestling Bear
- Réalisation :
- Production : Siegmund Lubin
- Pays :  États-Unis
- Genre : Documentaire
- Durée :
- Dates de sortie : 
  -  États-Unis : 1er avril 1899